# Antoni I Boncompagni-Ludovisi
Antoni I Boncompagni-Ludovisi (Isola di Liri, 10 d'abril de 1658 - 28 de gener de 1731), fou germà de Gregori I Boncompagni. El 29 de març de 1702 es va casar amb la seva neboda Maria Eleonora I Boncompagni, (filla de son germà), hereva del Piombino i dominis inherents. Van assolir el poder conjuntament el 1624 a la mort de Hipòlita I Ludovisi a Piombino, marquesat de Populonia, senyories de Scarlino, Populonia, Vignale, Abbadia del Fango, Suvereto, Buriano, Elba, Montecristo, Pianosa, Cerboli i Palmaiola. Fou duc de Sora i Arce, i príncep de Venosa, marquès de Vignola, comte de Conza (1707 a 1721) i altres títols. Va prendre el cognom de Boncompagni-Ludovisi.
Gregori I tenia dotze germans més, però alguns havien mort i altres no el podien succeir per raó del seu estat religiós i com que la primera hereva era la filla, l'única manera de succeir algun germà era enllaçant amb aquesta filla (Eleonora morta el 1695, Francesco el 1690, Jumara el 1716 però monja, Constança el 1718 però monja, Agnese el 1648, Giulia el 1715 però monja, Giovanna el 1688, Anna l'abril de 1707 però monja, Giacomo el 1731 però arquebisbe de Bolonya des del 1690, cardenal el 1695, i cardenal bisbe d'Albano el 1724; Antonia el 1720 però monja, Antoni I Boncompagni-Ludovisi que el va succeir casant amb la filla de Gregori, Maria Eleonora, i Filippo el 1679).
Van tenir quatre fills: Maria Olímpia (1703 -1705), Niccolo (1704-1709), Francesca Cecilia (1705-1775, casada amb Francesco Maria Carafa príncep de Belvedere), i Gaietà I Boncompagni-Ludovisi, que el va succeir.